# Jadwiga Rotnicka

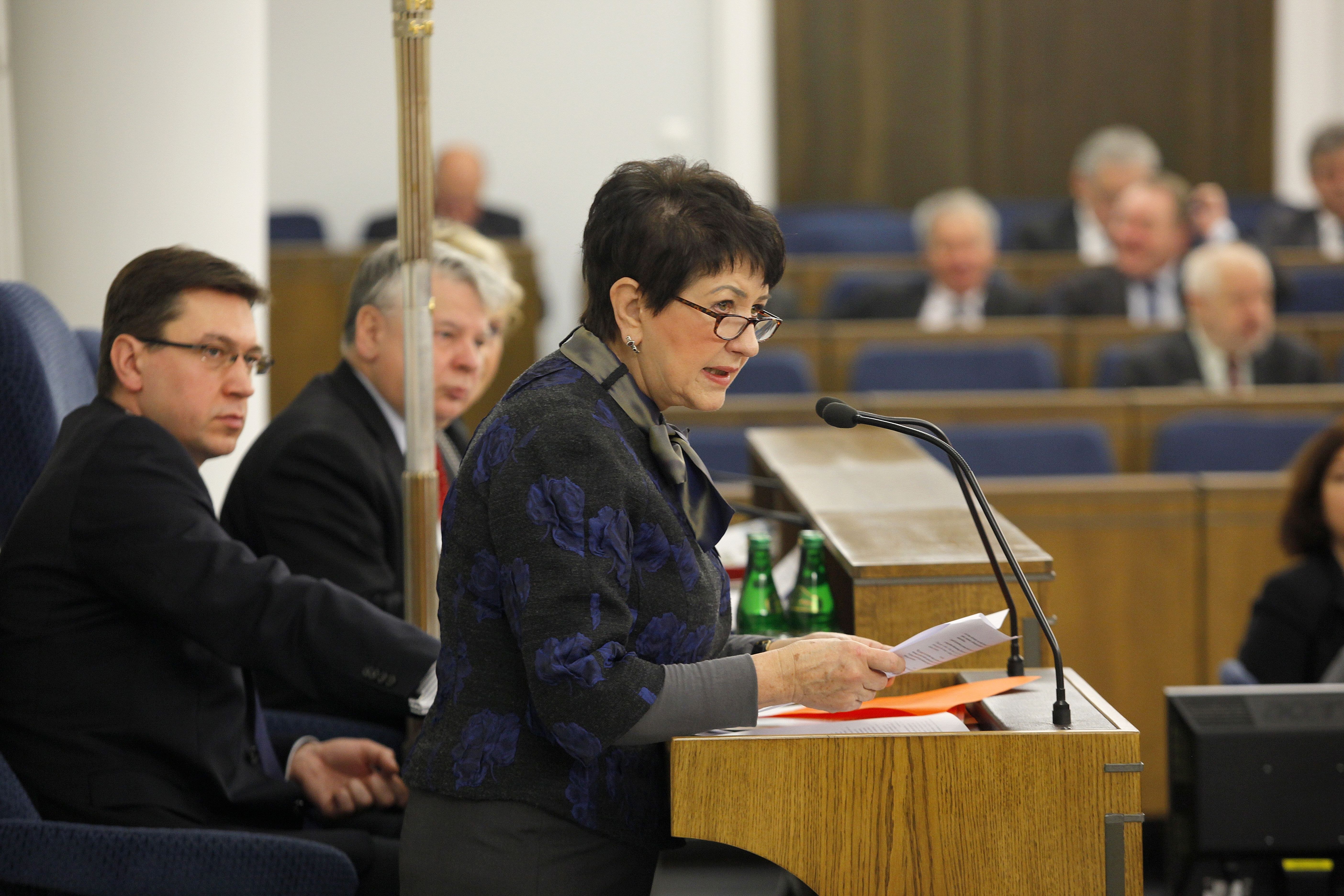
Jadwiga Rotnicka przemawiająca podczas 26. posiedzenia Senatu (2013)

Jadwiga Kazimiera Rotnicka z domu Sobczak (ur. 20 listopada 1943 w Lubochni) – polska hydrolog, nauczyciel akademicki, samorządowiec i polityk, profesor nadzwyczajny Uniwersytetu im. Adama Mickiewicza, senator VII, VIII, IX i X kadencji.

## Życiorys
Dzieciństwo oraz okres szkolny spędziła w Gnieźnie. Ukończyła tam szkołę podstawową, równocześnie ucząc się gry na skrzypcach w szkole muzycznej. W 1961 zdała maturę w II Liceum Ogólnokształcącym im. Dąbrówki w Gnieźnie, po czym rozpoczęła studia na Uniwersytecie im. Adama Mickiewicza.
Od 1966 związana z poznańskim uniwersytetem. Uzyskała tu stopień naukowy doktora z zakresu geografii fizycznej ze specjalnością hydrologiczną. Od początku działalności zawodowej na UAM zatrudniona w Instytucie Geografii Fizycznej i Kształtowania Środowiska Przyrodniczego WNGiG UAM. W 1989 uzyskała stopień doktora habilitowanego tej samej specjalności na Uniwersytecie Jagiellońskim w Krakowie. Była profesorem nadzwyczajnym na Wydziale Nauk Geograficznych i Geologicznych UAM.
W 1999 podjęła pracę w banku PKO BP, kierując jednym z oddziałów w Poznaniu. Początkowo pełniła funkcję dyrektora ds. sprzedaży, natomiast od 2001 dyrektora naczelnego tego oddziału. Od 2004 pracowała w regionalnym oddziale detalicznym PKO BP w zespole bankowości prywatnej i osobistej.
Pełniła funkcję prezesa Towarzystwa Miłośników Miasta Poznania im. Cyryla Ratajskiego, należy do poznańskiego oddziału Rotary Club, jest honorowym członkiem Klubu Business and Professional Women Club. Jest matką chrzestną Boeinga 767-300 – samolotu PLL LOT (SP-LPC) noszącego nazwę „Poznań”. Uroczystość nadania imienia miała miejsce 29 czerwca 1997 w porcie lotniczym Poznań-Ławica.
Od 1990 do 2007 nieprzerwanie zasiadała w poznańskiej radzie miejskiej, pełniąc m.in. funkcję jej przewodniczącej (1992–1998). Po 1998 pracowała m.in. w Komisji Ekologicznej, Komisji Polityki Przestrzennej, Komisji Kultury i Nauki oraz w Komisji Rewitalizacji (jako jej przewodnicząca). Należała do Unii Wolności, od 2006 jest związana z Platformą Obywatelską. W wyborach samorządowych w 2006 zdobyła 2028 głosów (okręg Rataje-Starołęka).
W wyborach parlamentarnych w 2007 z listy PO została wybrana na senatora VII kadencji w okręgu poznańskim, otrzymując 261 378 głosów. W 2011 z powodzeniem ubiegała się o reelekcję do Senatu, w nowym okręgu jednomandatowym nr 91 dostała 161 582 głosy. W 2015 została ponownie wybrana na senatora (otrzymała 163 940 głosów). W wyborach w 2019 utrzymała mandat senatora, dostała 142 987 głosów w okręgu nr 90. W 2023 bezskutecznie kandydowała do Sejmu X kadencji z listy Koalicji Obywatelskiej.

## Odznaczenia i wyróżnienia
W 2015 uhonorowana Odznaką Honorową za Zasługi dla Samorządu Terytorialnego. W 2024 otrzymała tytuł honorowego obywatela Poznania.

## Życie prywatne
Zamężna (mąż Karol, geomorfolog i paleogeograf), ma córkę Joannę.